# Сквирский уезд
Скви́рский уе́зд — административно-территориальная единица Киевской губернии Российской империи. Уездный город — Сквира.

## География
Уезд находился в западной части губернии и на западе граничил с Волынской губернией. Площадь уезда составляла 3722 км².

## Население
По переписи 1897 года население уезда составляло 251 257 человек, в том числе в городе Сквира — 17 958 жителей.

### Национальный состав
Национальный состав по переписи 1897 года:
- малороссы — 209 841 чел. (83,5 %),
- евреи — 31 503 чел. (12,5 %),
- поляки — 6155 чел. (2,4 %),
- русские — 3167 чел. (1,3 %),

## Административное деление
На 1 января 1900 года Сквирский уезд состоял из 10 местечек, 98 сёл, 50 деревень, 7 хуторов, 19 ферм, 12 железнодорожных будок и 1 колонии — всего из 197 населённых пунктов. Все эти пункты были распределены в административном отношении между 2 мировыми посредниками, 3 становыми приставами, 16 волостными правлениями и 13 полицейскими урядниками. В судебно-мировом и следственном отношениях Сквирский уезд был распределён на 4 судебно-мировых и 3 следственных участка.
1. Антоновская волость
2. Бабинецкая волость
3. Бровковская волость
4. Верховенская волость
5. Володарская волость
6. Воробиевская волость
7. Корнинская волость
8. Лучинская волость
9. Паволочская волость
10. Пархомовская волость
11. Попелянская волость
12. Романовская волость
13. Ружинская волость
14. Топоровская волость
15. Ходорковская волость
16. Чубинецкая волость